# Удмуртский государственный аграрный университет
Удмуртский государственный аграрный университет (ФГБОУ ВО Удмуртский ГАУ) — высшее учебное заведение в системе подготовки, переподготовки и повышения квалификации работников Министерства сельского хозяйства Российской Федерации, расположенное в Ижевске.

## История

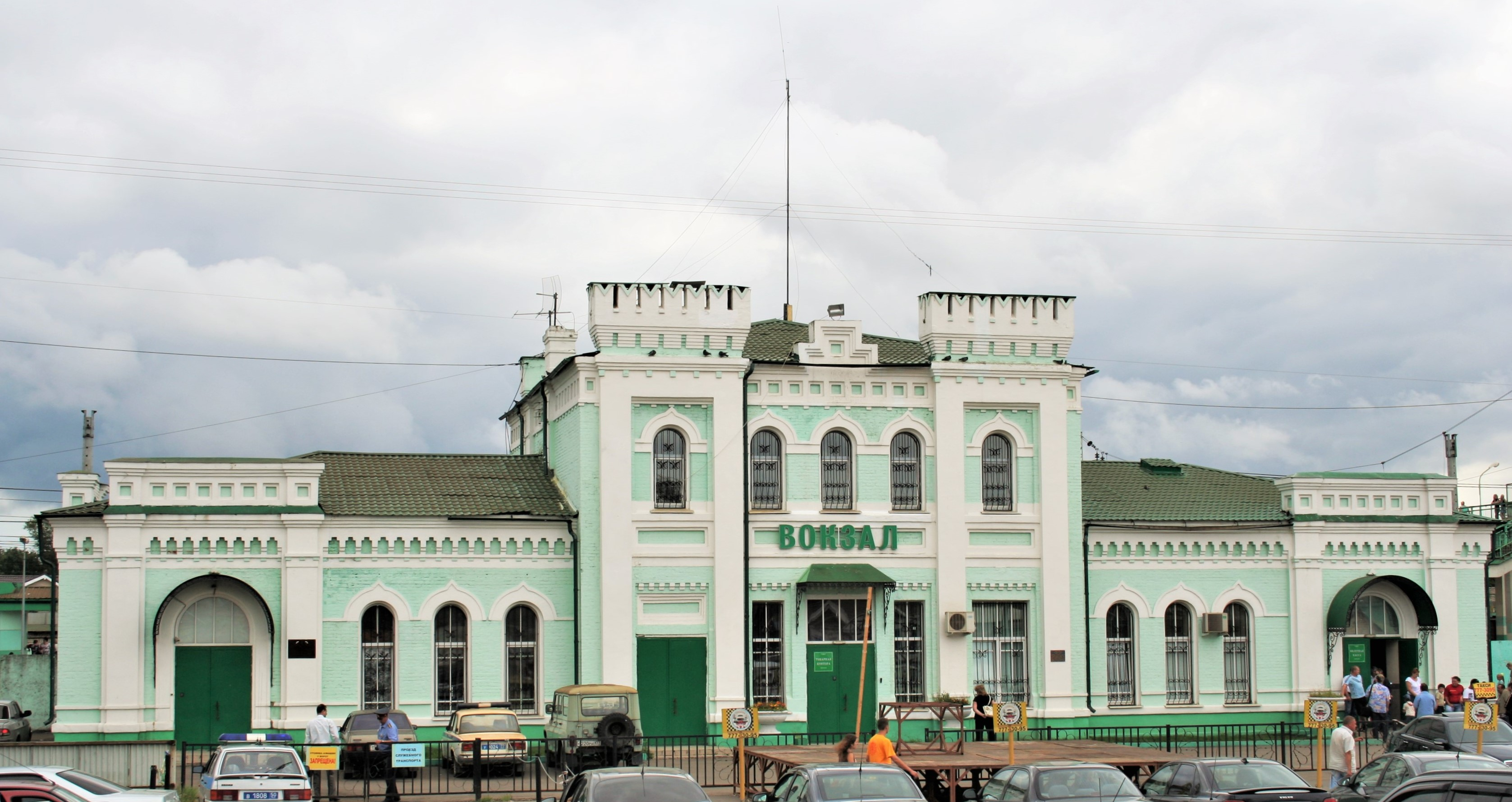
Вокзал станции Голицыно, построенный в начале XX века по проекту Л. Кекушева

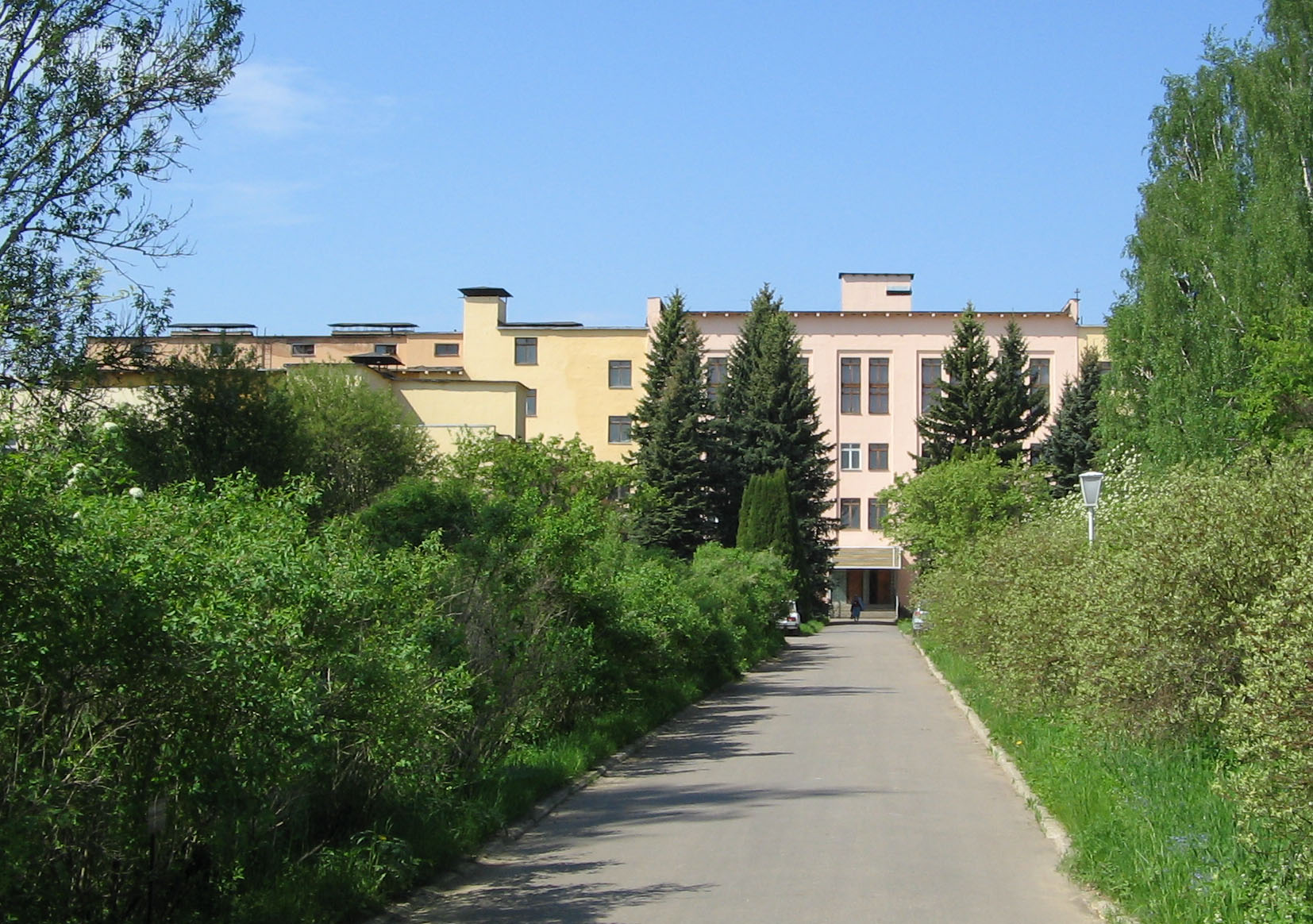
Здание МЗИК, Большие Вязёмы, ныне ВНИИ Фитопатологии.

В 1919 году (по другим данным, в 1920 году) в Москве был открыт Московский высший зоотехнический институт (МВЗИ) (Смоленский бульвар, дом № 19) председателем организационного комитета (ректором), в (1920—1921 годах), был профессор М. М. Щепкин, в 1923 году председателем правления и ректором Маргарита Васильевна Фофонова.
В 1930 году Московский зоотехнический институт (МЗИ, название изменилось, размещавшийся по адресу: Москва, Смоленский бульвар, дом № 57, № 1-90-18, 63-57 и 1-92-74 (ректор в 1929 году, Василий Николаевич Соколов, т. № 63-57, в ведении Главпрофобра)) начал реорганизацию, и на его основе были созданы четыре специализированных учебных института: коневодства на базе факультета коневодства, крупного рогатого скота, овцеводства и зооветеринарии.
А постановлением Совнаркома СССР о мероприятиях по развитию коневодческого хозяйства (1931 года) предусматривалось уже начиная с 1931/32 учебного года организовать два ВУЗа коневодства и коннозаводства (Московский и Пятигорский (открыт весной 1932 года на территории Пятигорского ипподрома в здании Кабардинского конного завода)) для подготовки зоотехников-коневодов и десять техникумов для подготовки техников конного дела и ветеринарных фельдшеров.
Московский зоотехнический институт коневодства и коннозаводства (МЗИКК) был образован на основании Постановления Совета Народных Комиссаров СССР от 2 сентября 1931 года за № 765 с местом расположения в посёлке Голицыно и селе Успенское, Одинцовского района, Московской области, на базе первого Московского конного завода (КЗ № 1, Московский КЗ, ранее Опытный конный завод), приступил к занятиям, со студентами, в том же 1931/32 учебном году. Директором института (совмещённая должность) был утверждён директор конного завода А. Х. Зарин. Институт размещался в знаменитом Морозовском замке, который есть на картинах Левитана. Из преподавателей в нём был В. О. Витт, А. А. Скворцов, П. Н. Кулешов, Н. А. Юрасов, А. А. Яковлев и многие другие. Возможно во время Великой Отечественной войны институт и его архив были уничтожены, но и возможно он был закрыт до войны, в 1937 году, эта часть истории академии ждёт своего исследователя.
По инициативе С. М. Буденного в 1943 году был воссоздан как Московский зоотехнический институт коневодства (МЗИК) , Постановлением СНК СССР и ЦК ВКП(б) от 12 мая 1943 года за № 510. Преподавателей для него собирали по всей стране, вызывали из мест эвакуации. Приехавшим из других городов преподавателям снимали дома-дачи в посёлке работников науки и искусства (РАНИС), на Николиной горе.
Имел учебно-опытное хозяйство, 38 га, рядом с институтом, хороший коровник с силосной башней на 300 тонн, показательная конюшня с 30-ю чистопородными лошадьми верховых, рысистых и тяжеловозных пород, манеж для показа животных и занятий со студентами. Также занятия проходили на базе Московского конного завода. МЗИК единственный в Союзе ССР выпускал специалистов по коневодству. В разное время его окончили М. Я. Лемешев (Депутат Государственной Думы, Председатель Комитета Госдумы России по экологии), В. П. Шамборант, Б. Д. Камбегов, М. Н. Эфрос, М. Н. Ширяев, Е. Е. Готлиб, А. З. Саламов и многие другие известные коневоды. В 1955 году после убытия МЗИК на его площадях разместился другой ВУЗ, ныне Московский государственный университет печати имени Ивана Федорова (МГУП имени Ивана Федорова), позднее ВНИИ Фитопатологии.

на учёбу в Московский зоотехнический институт коневодства (МЗИК). Институт считался молодым, но учёные там были маститые, интеллигенты старой русской закалки, с мировыми именами — корифеи коневодства Владимир Оскарович Витт, Виктор Иванович Калинин, Иван Иванович Лакоза, Петр Федорович и Вадим Петрович Добрынины. Парадоксально, но записывать их лекции было подчас просто невозможно. Только и хотелось слушать, слушать и слушать. Зато помнится почти каждая до сегодняшнего дня. В учёность там не играли, но внушали крепко, что знания, не рождённые опытом и не связанные с производством, бесплодны, никчемны, полны ошибок. И если «театр начинается с вешалки», то МЗИК начинался с отличной лаборатории производственного обучения, каковой являлась учебная конюшня на 60 спортивных лошадей. Имелись там ещё верблюды, мулы и даже один осёл.— «Дело жизни»
Периодическая печать института — журнал «Известия Московского зоотехнического института коневодства».
Всего за период деятельности в Больших Вязёмах и Успенском (1929—1941, 1943—1954 годы) институт подготовил свыше 4000 специалистов.
На основании Постановления Совета Министров Союза ССР, от 5 августа 1954 года, приказа Министерства высшего образования СССР, от 18 августа 1954 года, Московский зоотехнический институт коневодства (МЗИК) был переведён в город Ижевск, Удмуртской Автономной Советской Социалистической Республики (УАССР) и реорганизован с 1 сентября 1954 года в Ижевский сельскохозяйственный институт (ИжСХИ), для развития Автономной Республики. С этого времени было положено начало высшего сельскохозяйственного образования в Удмуртской АССР, на зоотехническом (с приехавшими студентами 2-го и 3-го курса бывшего МЗИК, 4-й и 5-й курсы были переведены для обучения в Московскую ветеринарную академию) и созданном агрономическом факультетах начали обучение поступивших студентов. В связи с отсутствием должного количества учебных площадей занятия проводились по сменам в аудиториях Ижевского механического института. Руководством Республики было принято решение передать институту здание Высшей коммунистической сельскохозяйственной школы имени Постышева, почтовый адрес: улица Свердлова, дом № 30 (сейчас размещён экономический факультет), и здание, построенное для технического училища (ныне учебный корпус № 2 по улице Кирова, дом № 16).
Позже готовил кадры для сельского хозяйства на 4-х учебных факультетах: агрономическом, зооинженерном, механизации и электрификации сельского хозяйства и МО СССР на военной кафедре при ВУЗе. Находился в ведении Главного управления сельскохозяйственных вузов Министерства высшего образования СССР, с 1956 года в ведении Главного управления высшего и среднего сельскохозяйственного образования Министерства сельского хозяйства СССР, на основании приказа Министерства сельского хозяйства СССР, от 22 июня 1956 года.
При Ижевском сельскохозяйственном институте действовали:
- Удмуртская школа подготовки руководящих кадров колхозов и совхозов (одногодичная);
- Курсы подготовки руководящих кадров колхозов и совхозов УАССР (шестимесячные)[19].

В период с 27 декабря 1984 года по 19 июня 1987 года назывался Устиновский сельскохозяйственный институт (УстСХИ), позже вернули название Ижевский, а с 1995 года институт преобразован и стал Ижевской государственной сельскохозяйственной академией (ИжГСХА). В связи с изменениями в законодательстве России и дальше менялись и названия академии: — с 2003 года стало Федеральное государственное образовательное учреждение высшего профессионального образования «Ижевская государственная сельскохозяйственная академия»; — а с 1 июля 2011 года, в связи с государственной регистрацией новой редакции Устава академии, до настоящего времени Федеральное государственное бюджетное образовательное учреждение высшего профессионального образования «Ижевская государственная сельскохозяйственная академия».
Периодическая печать академии — студенческая газета «Моя академия» на Всероссийском конкурсе «На лучшее периодическое печатное издание высших учебных заведений Минсельхоза России» признана победителем в номинации «Научный поиск».
В 2001 году ИжГСХА заняла 19—20 место в категории сельскохозяйственные ВУЗы.
По итогам мониторинга деятельности федеральных образовательных учреждений высшего профессионального образования, в 2012 году, проведённого Министерством образования и науки Российской Федерации, деятельность академии признана эффективной.
В соответствии с приказом Федеральной службы по надзору в сфере образования и науки Российской Федерации Ижевская ГСХА прошла государственную аккредитацию образовательной деятельности по заявленным 28-ми образовательным программам, относящимся к бакалавриату, специалитету и магистратуре, и свидетельство о ней выдано на срок до 2021 года.
В соответствии с приказом Министра сельского хозяйства Российской Федерации, от 11 октября 2022 года, Ижевская сельскохозяйственная академия официально сменила название и статус: заведение стало Удмуртским государственным аграрным университетом (УдГАУ).

## Руководство
Ректор (директор), годы работы в должности:
- А. Х. Зарин (1931—1937)
- С. В. Перов
- А. Н. Морыганов
- П. А. Колпаков
- А. А. Яковлев (1949—1954)
- Б. Г, Меньшов (1954—1958)
- Ф. П. Богданов (1958—1964)
- В. П. Ковриго (1964—1988)
- В. В. Фокин (1988—2001)
- А. И. Любимов (2001—2020)
- А. А. Брацихин (с 2020 года)

## Факультеты (даты образования)
- Агрономический (1954);
- Зооинженерный (1931);
- Энергетики и электрификации;
- Инженерный;
- Экономический;
- Лесохозяйственный;
- Ветеринарной медицины;
- Заочный;
- Подготовительный;
- Переподготовки;
- Военная кафедра при ФГОУ ВПО Ижевская ГСХА (1931), обучение студентов прекращено.